# Natação no Campeonato Europeu de Esportes Aquáticos de 2016 - 4x100 m medley misto
A prova do revezamento 4x100 metros medley misto da natação no Campeonato Europeu de Esportes Aquáticos de 2016 ocorreu no dia 17 de maio em Londres, no Reino Unido. 

## Calendário
| Fase          | Data       | Hora  |
| ------------- | ---------- | ----- |
| Eliminatórias | 17 de maio | 11:17 |
| Final         | 17 de maio | 19:40 |

Todos os horários estão no horário local (UTC+0)

## Recordes
Antes desta competição, os recordes eram os seguintes:
| Recorde mundial       | Reino Unido | 3:41.71 | Cazã   | 5 de agosto de 2015  |
| Recorde europeu       | Reino Unido | 3:41.71 | Cazã   | 5 de agosto de 2015  |
| Recorde do campeonato | Reino Unido | 3:44.02 | Berlim | 19 de agosto de 2014 |

## Medalhistas
| Ouro                                                                                         | Prata                                                                          | Bronze                                                                         |
| Reino Unido · Chris Walker-Hebborn · Adam Peaty · Siobhan-Marie O'Connor · Francesca Halsall | Itália · Simone Sabbioni · Martina Carraro · Piero Codia · Federica Pellegrini | Hungria · Gábor Balog · Gábor Financsek · Evelyn Verrasztó · Zsuzsanna Jakabos |

## Resultados

### Eliminatórias
Esses foram os resultados das eliminatórias. 
| Pos. | Bateria | Raia | Nacionalidade | Nadadores                                                                                                 | Tempo   | Notas |
| ---- | ------- | ---- | ------------- | --- | ------- | ----- |
| 1    | 2       | 7    | Reino Unido   | Georgia Davies (1:00.35) Craig Benson (1:00.49) Siobhan-Marie O'Connor (58.21) Duncan Scott (48.87)       | 3:47.92 | Q     |
| 2    | 2       | 3    | Itália        | Christopher Ciccarese (55.69) Fabio Scozzoli (1:01.09) Ilaria Bianchi (58.12) Federica Pellegrini (53.62) | 3:48.52 | Q     |
| 3    | 2       | 2    | Suécia        | Mattias Carlsson (55.63) Erik Persson (1:01.15) Stina Gardell (59.81) Ida Lindborg (55.13)                | 3:51.72 | Q     |
| 4    | 1       | 6    | Hungria       | Dávid Földházi (55.65) Gábor Financsek (1:01.78) Evelyn Verrasztó (1:01.22) Zsuzsanna Jakabos (55.13)     | 3:53.78 | Q     |
| 5    | 2       | 4    | Finlândia     | Mimosa Jallow (1:01.08) Sami Aaltomaa (1:02.18) Tanja Kylliaeinen (1:01.23) Ari-Pekka Liukkonen (49.45)   | 3:53.94 |       |
| 6    | 1       | 4    | Turquia       | Ege Başer (55.81) Demir Atasoy (1:01.74) Gizem Bozkurt (1:01.06) Ilknur Nihan Cakici (56.14)              | 3:54.75 | Q     |
| 7    | 1       | 3    | Noruega       | Markus Lie (58.03) Ariel Braathen (1:09.88) Sindri Thor Jakobsson (54.36) Susann Bjoernsen (54.76)        | 3:57.03 | Q     |
| 8    | 1       | 5    | Moldávia      | Tatiana Salcutan (1:04.79) Alina Bulmag (1:15.05) Pavel Izbisciuc (59.58) Alexei Sancov (53.82)           | 4:13.24 | Q     |
| 9    | 2       | 5    | Estónia       | Alina Kendzior (1:03.33) Filipp Provorkov (1:02.71) Daniel Zaitsev (53.76) Kertu Ly Alnek                 | DSQ     | DSQ   |
| 9    | 1       | 7    | França        | Benjamin Stasiulis Théo Bussiere Marie Wattel Cloé Hache                                                  | DSQ     | DSQ   |
| 9    | 1       | 2    | Polónia       | DNS | DNS     | DNS   |
| 9    | 2       | 6    | Suíça         | DNS | DNS     | DNS   |

### Final
Esse foi o resultado da final. 
| Pos.              | Raia | Nacionalidade | Nadadores                                                                                                | Tempo   | Notas |
| ----------------- | ---- | ------------- | --- | ------- | ----- |
| Medalha de ouro   | 4    | Reino Unido   | Chris Walker-Hebborn (54.36) Adam Peaty (58.84) Siobhan-Marie O'Connor (57.69) Francesca Halsall (53.67) | 3:44.56 |       |
| Medalha de prata  | 5    | Itália        | Simone Sabbioni (54.01) Martina Carraro (1:07.48) Piero Codia (51.05) Federica Pellegrini (53.20)        | 3:45.74 |       |
| Medalha de bronze | 6    | Hungria       | Gábor Balog (54.51) Gábor Financsek (1:01.19) Evelyn Verrasztó (59.37) Zsuzsanna Jakabos (54.43)         | 3:49.50 |       |
| 4                 | 3    | Suécia        | Mattias Carlsson (55.12) Erik Persson (1:00.70) Stina Gardell (59.75) Ida Lindborg (54.40)               | 3:49.97 |       |
| 5                 | 2    | Turquia       | Ege Başer (56.38) Demir Atasoy (1:01.74) Gizem Bozkurt (1:01.05) Ilknur Nihan Cakici (56.92)             | 3:56.09 |       |
| 6                 | 1    | Moldávia      | Tatiana Salcutan (1:04.91) Alina Bulmag (1:11.42) Pavel Izbisciuc (58.61) Alexei Sancov (51.75)          | 4:06.69 |       |
| 7                 | 7    | Noruega       | Markus Lie (57.13) Ariel Braathen Sindri Thor Jakobsson Susann Bjoernsen                                 | DSQ     | DSQ   |

Legenda
| Recorde mundial       | Recorde mundial (World record)               |                       | Recorde africano                      | Recorde africano (African) |                                           | Q | Classificado por posição (Qualified) |
| Recorde do campeonato | Recorde do campeonato (Championship record)  | Recorde da América    | Recorde da América (Americas)         | q                          | Classificado por melhor tempo (Qualified) |   |                                      |
| Melhor marca do ano   | Melhor marca do ano (World leading)          | Recorde asiático      | Recorde asiático (Asian)              | DNS                        | Não largou (Did not start)                |   |                                      |
| Recorde nacional      | Recorde nacional (National record)           | Recorde europeu       | Recorde europeu (European)            | DNF                        | Não terminou (Did not finish)             |   |                                      |
| Recorde pessoal       | Recorde pessoal do atleta (Personal best)    | Recorde da Oceania    | Recorde da Oceania (Oceania)          | DSQ / DQ                   | Desclassificado (Disqualified)            |   |                                      |
| Recorde da temporada  | Recorde da temporada do atleta (Season best) | Recorde sul-americano | Recorde sul-americano (South America) | NM                         | Sem marca (No mark)                       |   |                                      |